# Fed Cup 2012 – baráž 2. skupiny zóny Asie a Oceánie
Baráž 2. skupiny zóny Asie a Oceánie ve Fed Cupu 2012 představovala pět vzájemných utkání týmů, které obsadily stejné pořadí v bloku A a B. Vítěz zápasu družstev z prvních příček postoupil do 1. skupiny zóny Asie a Oceánie pro rok 2013. Družstva, která se umístila na druhém, třetím, čtvrtém a pátém místě obou bloků spolu sehrála zápas o konečnou 3. až 10. pozici 2. skupiny zóny. 
Hrálo se 4. února 2012 v areálu Shenzhen Luohu Tennis Centre čínského města Šen-čen, a to na otevřených dvorcích s tvrdým povrchem. 

## Pořadí týmů – soupeři
| Poř. | Blok A     | Blok B       |
| ---- | ---------- | ------------ |
| 1.   | Hongkong   | Indie        |
| 2.   | Kyrgyzstán | Filipíny     |
| 3.   | Singapur   | Turkmenistán |
| 4.   | Pákistán   | Omán         |
| 5.   | Srí Lanka  | Írán         |

## Zápas o postup
Vítězné týmy bloků sehrály zápas o postup do 1. skupiny zóny Asie a Oceánie pro rok 2013.

### Hongkong vs. Indie
| | Hongkong | 1 :                                                                | 2     | Indie |     |  |
| --- | -------- | ------------------------------------------------------------------ | ----- | ----- | --- |  |
| Shenzhen Luohu Tennis Centre, Šen-čen, Čínská lidová republika 4. února 2012 tvrdý (venku) |          |                                                                    |       |       |     |  |
| \| \| \| \| 1. \| 2. \| 3. \| \| \| -- \| \| ------------------------------------------------------------------ \| ----- \| --- \| --- \| \| \| 1. \| \| Chan Wing-Yau Venise Rutuja Bhosaleová \| 6 4 \| 6 1 \| \| \| \| 2. \| \| Zhang Ling Sania Mirzaová \| 7 5 \| 0 6 \| 1 6 \| \| \| 3. \| \| Chan Wing-Yau Venise / Zhang Ling Isha Lakhaniová / Sania Mirzaová \| 79 67 \| 1 6 \| 5 7 \| \| \| \| \| \| \| \| \| \| \| \| \| \| \| \| \| \| \| \| \| \| \| \| \| \| \| \| \| \| \| \| \| \| \| \| \| \| \| \| \| \| |          |                                                                    |       |       |     |  |
| |          |                                                                    | 1.    | 2.    | 3.  |  |
| 1. |          | Chan Wing-Yau Venise Rutuja Bhosaleová                             | 6 4   | 6 1   |     |  |
| 2. |          | Zhang Ling Sania Mirzaová                                          | 7 5   | 0 6   | 1 6 |  |
| 3. |          | Chan Wing-Yau Venise / Zhang Ling Isha Lakhaniová / Sania Mirzaová | 79 67 | 1 6   | 5 7 |  |
| |          |                                                                    |       |       |     |  |
| |          |                                                                    |       |       |     |  |
| |          |                                                                    |       |       |     |  |
| |          |                                                                    |       |       |     |  |
| |          |                                                                    |       |       |     |  |

## Zápas o 3. místo
Druhé týmy bloků sehrály zápas o třetí a čtvrté místo.

### Kyrgyzstán vs. Filipíny
| | Kyrgyzstán | 1 :                                                                                        | 2   | Filipíny |    |  |
| --- | ---------- | ------------------------------------------------------------------------------------------ | --- | -------- | -- |  |
| Shenzhen Luohu Tennis Centre, Šen-čen, Čínská lidová republika 4. února 2012 tvrdý (venku) |            |                                                                                            |     |          |    |  |
| \| \| \| \| 1. \| 2. \| 3. \| \| \| -- \| \| ------------------------------------------------------------------------------------------ \| --- \| --- \| -- \| \| \| 1. \| \| Inna Volkovičová Maika Jae Tanpoco \| 4 6 \| 3 6 \| \| \| \| 2. \| \| Berment Duvanajevová Tamitha Nguyen \| 6 4 \| 6 3 \| \| \| \| 3. \| \| Žamilia Dujšejevová / Emilia Tenizbajevová Marian Jade Capadocia / Anna Clarice Patrimonio \| 1 6 \| 1 6 \| \| \| \| \| \| \| \| \| \| \| \| \| \| \| \| \| \| \| \| \| \| \| \| \| \| \| \| \| \| \| \| \| \| \| \| \| \| \| \| \| \| \| |            |                                                                                            |     |          |    |  |
| |            |                                                                                            | 1.  | 2.       | 3. |  |
| 1. |            | Inna Volkovičová Maika Jae Tanpoco                                                         | 4 6 | 3 6      |    |  |
| 2. |            | Berment Duvanajevová Tamitha Nguyen                                                        | 6 4 | 6 3      |    |  |
| 3. |            | Žamilia Dujšejevová / Emilia Tenizbajevová Marian Jade Capadocia / Anna Clarice Patrimonio | 1 6 | 1 6      |    |  |
| |            |                                                                                            |     |          |    |  |
| |            |                                                                                            |     |          |    |  |
| |            |                                                                                            |     |          |    |  |
| |            |                                                                                            |     |          |    |  |
| |            |                                                                                            |     |          |    |  |

## Zápas o 5. místo
Třetí týmy bloků sehrály zápas o páté a šesté místo.

### Singapur vs. Turkmenistán
| | Singapur | 0 :                                                                          | 3   | Turkmenistán |    |  |
| --- | -------- | ---------------------------------------------------------------------------- | --- | ------------ | -- |  |
| Shenzhen Luohu Tennis Centre, Šen-čen, Čínská lidová republika 4. února 2012 tvrdý (venku) |          |                                                                              |     |              |    |  |
| \| \| \| \| 1. \| 2. \| 3. \| \| \| -- \| \| ---------------------------------------------------------------------------- \| --- \| --- \| -- \| \| \| 1. \| \| Hannah En Zin Chew Jenneta Hallijevová \| 3 6 \| 3 6 \| \| \| \| 2. \| \| Geraldine Ang Anastasija Prenková \| 1 6 \| 1 6 \| \| \| \| 3. \| \| Olivia Koh Ee Yi / Rehmat Johal Ummarahmat Hummetovová / Anastasija Prenková \| 3 6 \| 1 6 \| \| \| \| \| \| \| \| \| \| \| \| \| \| \| \| \| \| \| \| \| \| \| \| \| \| \| \| \| \| \| \| \| \| \| \| \| \| \| \| \| \| \| |          |                                                                              |     |              |    |  |
| |          |                                                                              | 1.  | 2.           | 3. |  |
| 1. |          | Hannah En Zin Chew Jenneta Hallijevová                                       | 3 6 | 3 6          |    |  |
| 2. |          | Geraldine Ang Anastasija Prenková                                            | 1 6 | 1 6          |    |  |
| 3. |          | Olivia Koh Ee Yi / Rehmat Johal Ummarahmat Hummetovová / Anastasija Prenková | 3 6 | 1 6          |    |  |
| |          |                                                                              |     |              |    |  |
| |          |                                                                              |     |              |    |  |
| |          |                                                                              |     |              |    |  |
| |          |                                                                              |     |              |    |  |
| |          |                                                                              |     |              |    |  |

## Zápas o 7. místo
Čtvrté týmy bloků sehrály zápas o sedmé a osmé místo.

### Pákistán vs. Omán
| | Pákistán | 1 :                                                             | 2   | Omán |    |  |
| --- | -------- | --------------------------------------------------------------- | --- | ---- | -- |  |
| Shenzhen Luohu Tennis Centre, Šen-čen, Čínská lidová republika 4. února 2012 tvrdý (venku) |          |                                                                 |     |      |    |  |
| \| \| \| \| 1. \| 2. \| 3. \| \| \| -- \| \| --------------------------------------------------------------- \| --- \| ---- \| -- \| \| \| 1. \| \| Ushna Suhail Sarah Al Balushi \| 6 0 \| 6 0 \| \| \| \| 2. \| \| Saba Aziz Fatma Al Nabhani \| 0 6 \| 2 6 \| \| \| \| 3. \| \| Sara Mansoor / Ushna Suhail Nilushi Fernando / Sarah Al Balushi \| 2 6 \| 67 9 \| \| \| \| \| \| \| \| \| \| \| \| \| \| \| \| \| \| \| \| \| \| \| \| \| \| \| \| \| \| \| \| \| \| \| \| \| \| \| \| \| \| \| |          |                                                                 |     |      |    |  |
| |          |                                                                 | 1.  | 2.   | 3. |  |
| 1. |          | Ushna Suhail Sarah Al Balushi                                   | 6 0 | 6 0  |    |  |
| 2. |          | Saba Aziz Fatma Al Nabhani                                      | 0 6 | 2 6  |    |  |
| 3. |          | Sara Mansoor / Ushna Suhail Nilushi Fernando / Sarah Al Balushi | 2 6 | 67 9 |    |  |
| |          |                                                                 |     |      |    |  |
| |          |                                                                 |     |      |    |  |
| |          |                                                                 |     |      |    |  |
| |          |                                                                 |     |      |    |  |
| |          |                                                                 |     |      |    |  |

## Zápas o 9. místo
Páté týmy bloků sehrály zápas o deváté a poslední desáté místo skupiny.

### Srí Lanka vs. Írán
| | Srí Lanka | 3 :                                                                      | 0   | Írán |    |       |
| --- | --------- | ------------------------------------------------------------------------ | --- | ---- | -- | ----- |
| Shenzhen Luohu Tennis Centre, Šen-čen, Čínská lidová republika 4. února 2012 tvrdý (venku) |           |                                                                          |     |      |    |       |
| \| \| \| \| 1. \| 2. \| 3. \| \| \| -- \| \| ------------------------------------------------------------------------ \| --- \| --- \| -- \| ----- \| \| 1. \| \| Nilushi Fernando Madona Najarian \| 6 1 \| 6 3 \| \| \| \| 2. \| \| Thisuri Molligoda Ghazaleh Torkaman \| 6 1 \| 6 4 \| \| \| \| 3. \| \| Nilushi Fernando / Thisuri Molligoda Madona Najarian / Ghazaleh Torkaman \| 2 1 \| \| \| skreč \| \| \| \| \| \| \| \| \| \| \| \| \| \| \| \| \| \| \| \| \| \| \| \| \| \| \| \| \| \| \| \| \| \| \| \| \| \| \| \| \| |           |                                                                          |     |      |    |       |
| |           |                                                                          | 1.  | 2.   | 3. |       |
| 1. |           | Nilushi Fernando Madona Najarian                                         | 6 1 | 6 3  |    |       |
| 2. |           | Thisuri Molligoda Ghazaleh Torkaman                                      | 6 1 | 6 4  |    |       |
| 3. |           | Nilushi Fernando / Thisuri Molligoda Madona Najarian / Ghazaleh Torkaman | 2 1 |      |    | skreč |
| |           |                                                                          |     |      |    |       |
| |           |                                                                          |     |      |    |       |
| |           |                                                                          |     |      |    |       |
| |           |                                                                          |     |      |    |       |
| |           |                                                                          |     |      |    |       |

## Konečné pořadí
| Pořadí    | Tým          |
| --------- | ------------ |
| Postup    | Indie        |
| 2. místo  | Hongkong     |
| 3. místo  | Filipíny     |
| 4. místo  | Kyrgyzstán   |
| 5. místo  | Turkmenistán |
| 6. místo  | Singapur     |
| 7. místo  | Omán         |
| 8. místo  | Pákistán     |
| 9. místo  | Srí Lanka    |
| 10. místo | Írán         |

- Indie postoupila so 1. skupiny zóny Asie a Oceánie pro rok 2013.